# 阿博特 (阿肯色州)
阿博特（英語：Abbott）是位於美國阿肯色州斯科特縣的一個非建制地區。該地的面積和人口皆未知。

## 地理
阿博特的座標為35°04′24″N 94°11′38″W / 35.07333°N 94.19389°W，而該地的平均海拔高度為190米（即623英尺）。